# Periboeum terminatum
Periboeum terminatum är en skalbaggsart som först beskrevs av Benoit-Philibert Perroud 1855.  Periboeum terminatum ingår i släktet Periboeum och familjen långhorningar.
Artens utbredningsområde är Paraguay. Inga underarter finns listade i Catalogue of Life.